# Campeonato Mundial de Natação em Piscina Curta de 2022 - 200 m borboleta masculino
A prova dos 200 metros nado borboleta masculino do Campeonato Mundial de Natação em Piscina Curta de 2022 foi disputada no dia 15 de dezembro de 2022, no Melbourne Sports and Aquatics Centre, em Melbourne, na Austrália.

## Recordes
Antes desta competição, os recordes mundiais e do campeonato nesta prova eram os seguintes:
|                       | Nome         | Nacionalidade | Tempo   | Local    | Data                   |
| --------------------- | ------------ | ------------- | ------- | -------- | ---------------------- |
| Recorde mundial       | Tomoru Honda | Japão         | 1:46.85 | Tóquio   | 22 de outubro de 2022  |
| Recorde do campeonato | Daiya Seto   | Japão         | 1:48.24 | Hangzhou | 11 de dezembro de 2018 |

## Medalhistas
| Ouro               | Prata            | Bronze          |
| Chad le Clos (RSA) | Daiya Seto (JPN) | Noè Ponti (SUI) |

## Cronograma
Todos os horários são locais (UTC+11). 
| Data           | Hora  | Evento        |
| -------------- | ----- | ------------- |
| 15 de dezembro | 11:46 | Eliminatórias |
| 15 de dezembro | 20:23 | Final         |

## Resultados

### Eliminatórias
As eliminatórias ocorreram no dia 15 de dezembro com início às 11:46.
| Colocação | Bateria | Raia | Nadador              | Nacionalidade          | Tempo   | Notas            |
| --------- | ------- | ---- | -------------------- | ---------------------- | ------- | ---------------- |
| 1         | 3       | 5    | Trenton Julian       | Estados Unidos         | 1:49.93 | Q                |
| 2         | 4       | 5    | Chad le Clos         | África do Sul          | 1:49.98 | Q                |
| 3         | 3       | 4    | Daiya Seto           | Japão                  | 1:49.99 | Q                |
| 4         | 4       | 3    | Teppei Morimoto      | Japão                  | 1:50.26 | Q                |
| 5         | 2       | 5    | Noè Ponti            | Suíça                  | 1:50.69 | Q                |
| 6         | 3       | 3    | Kregor Zirk          | Estónia                | 1:50.85 | Q                |
| 7         | 4       | 2    | Ilya Kharun          | Canadá                 | 1:50.86 | Q,               |
| 8         | 4       | 4    | Alberto Razzetti     | Itália                 | 1:50.89 | Q                |
| 9         | 2       | 4    | Chen Juner           | China                  | 1:51.24 |                  |
| 10        | 2       | 3    | Wang Kuan-hung       | Taipé Chinesa          | 1:51.26 |                  |
| 11        | 3       | 2    | Zach Harting         | Estados Unidos         | 1:51.86 |                  |
| 12        | 4       | 6    | Andreas Vazaios      | Grécia                 | 1:52.28 |                  |
| 13        | 3       | 6    | Antani Ivanov        | Bulgária               | 1:52.38 |                  |
| 14        | 3       | 7    | Jakub Majerski       | Polónia                | 1:52.45 |                  |
| 15        | 4       | 7    | Ondřej Gemov         | Chéquia                | 1:52.92 |                  |
| 16        | 2       | 6    | José Ángel Martínez  | México                 | 1:53.16 |                  |
| 17        | 2       | 1    | Richard Nagy         | Eslováquia             | 1:54.92 | Recorde nacional |
| 18        | 2       | 7    | Adilbek Mussin       | Cazaquistão            | 1:55.61 |                  |
| 19        | 4       | 1    | Yeziel Morales       | Porto Rico             | 1:56.23 |                  |
| 20        | 3       | 1    | Navaphat Wongcharoen | Tailândia              | 1:56.37 | Recorde nacional |
| 21        | 3       | 8    | Erick Gordillo       | Guatemala              | 1:56.93 | Recorde nacional |
| 22        | 4       | 8    | Carlos Vásquez       | Honduras               | 1:58.63 |                  |
| 23        | 2       | 8    | Xavier Ventura       | El Salvador            | 2:02.63 |                  |
| 24        | 1       | 3    | Isaiah Aleksenko     | Marianas Setentrionais | 2:02.96 |                  |
| 25        | 1       | 4    | Jake Chee-A-Tow      | Barbados               | 2:07.92 |                  |
| 26        | 1       | 6    | James Hendrix        | Guam                   | 2:08.63 |                  |
| 27        | 1       | 5    | Mohamed Rihan Shiham | Maldivas               | 2:27.12 |                  |
| 28        | 2       | 2    | Xu Fang              | China                  | DNS     | DNS              |

### Final
A final foi realizada no dia 15 de dezembro com início às 20:23.
| Colocação         | Raia | Nadador          | Nacionalidade  | Tempo   | Notas            |
| ----------------- | ---- | ---------------- | -------------- | ------- | ---------------- |
| Medalha de ouro   | 5    | Chad le Clos     | África do Sul  | 1:48.27 | Recorde africano |
| Medalha de prata  | 3    | Daiya Seto       | Japão          | 1:49.22 |                  |
| Medalha de bronze | 2    | Noè Ponti        | Suíça          | 1:49.42 | Recorde nacional |
| 4                 | 8    | Alberto Razzetti | Itália         | 1:50.12 |                  |
| 5                 | 7    | Kregor Zirk      | Estónia        | 1:50.51 | Recorde nacional |
| 6                 | 6    | Teppei Morimoto  | Japão          | 1:50.70 |                  |
| 7                 | 4    | Trenton Julian   | Estados Unidos | 1:50.94 |                  |
| 8                 | 1    | Ilya Kharun      | Canadá         | 1:52.21 |                  |

Legenda
| Recorde mundial       | Recorde mundial (World record)               |                       | Recorde africano                      | Recorde africano (African) |                                           | Q | Classificado por posição (Qualified) |
| Recorde do campeonato | Recorde do campeonato (Championship record)  | Recorde da América    | Recorde da América (Americas)         | q                          | Classificado por melhor tempo (Qualified) |   |                                      |
| Melhor marca do ano   | Melhor marca do ano (World leading)          | Recorde asiático      | Recorde asiático (Asian)              | DNS                        | Não largou (Did not start)                |   |                                      |
| Recorde nacional      | Recorde nacional (National record)           | Recorde europeu       | Recorde europeu (European)            | DNF                        | Não terminou (Did not finish)             |   |                                      |
| Recorde pessoal       | Recorde pessoal do atleta (Personal best)    | Recorde da Oceania    | Recorde da Oceania (Oceania)          | DSQ / DQ                   | Desclassificado (Disqualified)            |   |                                      |
| Recorde da temporada  | Recorde da temporada do atleta (Season best) | Recorde sul-americano | Recorde sul-americano (South America) | NM                         | Sem marca (No mark)                       |   |                                      |